# Rocky Carambola
Rocky Carambola (en México: Le agarró la mano el chango) es una coproducción hispano-mexicana de comedia infantil estrenada en 1979, dirigida por Javier Aguirre y protagonizada en el papel principal por Torrebruno.
La banda sonora original de la película fue editada en formato vinilo y casete por el sello Columbia.

## Sinopsis
Rocky Carambola trabaja en un circo ambulante llamado "El Gran Circo Mundial". Su mejor amigo es un chimpancé llamado Coco, que le acompaña allí donde va y le ayuda en sus tareas. En una de las paradas de la gira circense, Rocky conoce a María, una sirvienta que trabaja en casa de Jorge y Guadalupe. María está al cuidado de los niños del matrimonio (Poncho, Chucho, Patricio "Pato" y Jordi). Este último será secuestrado al hacerse público en televisión que a Jorge la han tocado 16 millones de pesetas en las quinielas. A partir de ese momento, la criada, ayudada por Rocky y Coco, intentará liberar al pequeño.

## Reparto
- Torrebruno como Rocky Carambola
- María Victoria como María
- José Sazatornil como Jorge Canals, el padre
- Ariadne Welter como Guadalupe, la madre
- Mary Carrillo como Doña Rosa
- Pancho Córdova como Don Damián
- María Kosty como Madre en el parque
- Rafael Hernández como Sacerdote conductor
- Alberto Fernández como Fregabundo
- Víctor Israel como	Gánster jefe
- Cris Huerta como Jerry
- Francisco Camoiras como Mudo
- José Luis Chinchilla como Gánster rapado
- Marisa Porcel como	Doña Pili, la vecina
- Tony Valento como Portero del circo
- Román Ariznavarreta
- Isabel Tenaille como ella misma
- Pilar Trenas como ella misma
- Joaquín Arozamena como él mismo